# Arteria iliaca interna
L'arteria iliaca interna, anche nota come arteria ipogastrica, è il principale vaso arterioso della pelvi. Origina come biforcazione terminale della arteria iliaca comune insieme all'arteria iliaca esterna. Si divide a sua volta in un ramo anteriore ed uno posteriore, i cui collaterali e terminali possono essere raggruppati in vasi parietali (deputati all'irrorazione delle strutture parietali della pelvi) e viscerali (che vascolarizzano gli organi contenuti nella cavità).

## Topografia
Il vaso origina a livello dell'articolazione sacroiliaca, anteriormente è coperta dal peritoneo e contrae rapporti con l'uretere e, nella femmina, con l'ovaio e l'estremità della tuba uterina. Posteriormente invece è a contatto con il muscolo grande psoas, con il sacro e con la vena omonima. A livello del grande foro ischiatico si divide in un tronco anteriore ed uno posteriore. L'arteria irrora i visceri pelvici, i genitali esterni e la parte posteriore della coscia.

## Rami

### Tronco posteriore
- Rami parietali
  - Arteria ileolombare
  - Arterie sacrali laterali
  - Arteria glutea superiore

### Tronco anteriore
- Rami parietali
  - Arteria glutea inferiore
  - Arteria otturatoria
  - Arteria pudenda interna
- Rami viscerali
  - Arteria vescicale inferiore, che nel maschio è detta arteria vescicoprostatica, nella femmina arteria vaginale
  - Arteria vescicale superiore
  - Arteria uterina
  - Arteria vescicodeferenziale
  - Arteria rettale media